# آنجی پونس
آنجی پونس (انگلیسی: Angie Ponce؛ زادهٔ ۱۴ ژوئیهٔ ۱۹۹۶) بازیکن فوتبال اهل اکوادور است.
وی همچنین در تیم ملی فوتبال Ecuador بازی کرده‌است.